# 1963-as Formula–1 brit nagydíj
Az 1963-as Formula–1-es világbajnokság ötödik futama a brit nagydíj volt.

## Futam
Két év után a brit nagydíj visszatért Aintree-ből Silverstone-ba, ahol Jim Clark az első helyre kvalifikálta magát. A 4-3-4 elhelyezésű rajtrácson a skót mellől Dan Gurney, Graham Hill és Jack Brabham indulhatott. A második sorból John Surtees, Bruce McLaren és Tony Maggs várhatta a futamot. Clark a rajt után nem tudott az élre állni, hiszen többen is megelőzték, így Brabham vezette a mezőnyt Gurney, McLaren, Hill és Clark előtt. A skót versenyzőnek a 4. körben sikerült visszavenni a vezetést. McLaren a 7. körben motorhiba miatt kiállt, majd Gurney megelőzte Brabhamot a második pozícióért, nem sokkal később pedig Brabham motorja elfüstölt, így számára is véget ért a brit nagydíj. Hill így előléphetett a harmadik helyre, akit Surtees hamarosan elkezdett támadni. Az 59. körben Gurneynek szintén motorhiba miatt kellett kiállnia, s ezáltal Clark majdnem egy perccel autózott az élen. Az utolsó körben Hillnek annyira takarékoskodnia kellett a fogytán lévő üzemanyaggal, hogy Surtees megelőzte, így őt intették le másodikként.
|         | Rsz. | Versenyző               | Csapat         | Körök | Idő/Kiesések           | Start | Pontok |
| ------- | ---- | ----------------------- | -------------- | ----- | ---------------------- | ----- | ------ |
| 1       | 4    | Jim Clark               | Lotus-Climax   | 82    | 2:14:09,6              | 1     | 9      |
| 2       | 10   | John Surtees            | Ferrari        | 82    | + 25,8                 | 5     | 6      |
| 3       | 1    | Graham Hill             | BRM            | 82    | + 37,6                 | 3     | 4      |
| 4       | 2    | Richie Ginther          | BRM            | 81    | + 1 kör                | 9     | 3      |
| 5       | 3    | Lorenzo Bandini         | BRM            | 81    | + 1 kör                | 8     | 2      |
| 6       | 12   | Jim Hall                | Lotus-BRM      | 80    | + 2 kör                | 13    | 1      |
| 7       | 19   | Chris Amon              | Lola-Climax    | 80    | + 2 kör                | 14    |        |
| 8       | 20   | Mike Hailwood           | Lotus-Climax   | 78    | + 4 kör                | 17    |        |
| 9       | 7    | Tony Maggs              | Cooper-Climax  | 78    | + 4 kör                | 7     |        |
| 10      | 23   | Carel Godin de Beaufort | Porsche        | 76    | + 6 kör                | 21    |        |
| 11      | 21   | Masten Gregory          | Lotus-BRM      | 75    | + 7 kör                | 22    |        |
| 12      | 22   | Bob Anderson            | Lola-Climax    | 75    | + 7 kör                | 16    |        |
| 13      | 24   | John Campbell-Jones     | Lola-Climax    | 74    | + 8 kör                | 23    |        |
| Kiesett | 25   | Jo Siffert              | Lotus-BRM      | 66    | Váltó                  | 15    |        |
| Kiesett | 14   | Jo Bonnier              | Cooper-Climax  | 65    | Olajnyomás             | 12    |        |
| Kiesett | 9    | Dan Gurney              | Brabham-Climax | 59    | Motorhiba              | 2     |        |
| Kiesett | 26   | Ian Raby                | Gilby-BRM      | 59    | Váltó                  | 19    |        |
| Kiesett | 16   | Ian Burgess             | Scirocco-BRM   | 36    | Gyújtás                | 20    |        |
| Kiesett | 8    | Jack Brabham            | Brabham-Climax | 27    | Motorhiba              | 4     |        |
| Kiesett | 11   | Innes Ireland           | BRP-BRM        | 26    | Gyújtás                | 11    |        |
| Kiesett | 5    | Trevor Taylor           | Lotus-Climax   | 23    | Benzinpumpa            | 10    |        |
| Kiesett | 15   | Tony Settember          | Scirocco-BRM   | 20    | Gyújtás                | 18    |        |
| Kiesett | 6    | Bruce McLaren           | Cooper-Climax  | 6     | Motorhiba              | 6     |        |
| NE      | 27   | Nasif Estéfano          | de Tomaso      |       | Nem vett részt edzésen |       |        |
| Vi      | 17   | Giancarlo Baghetti      | ATS            |       | Az autó nem készült el |       |        |
| Vi      | 18   | Phil Hill               | ATS            |       | Az autó nem készült el |       |        |

### Statisztikák
Vezető helyen:
- Jack Brabham: 3 (1-3)
- Jim Clark: 79 (4-82)
- Jim Clark 7. győzelme, 10. pole-pozíciója, John Surtees 3. leggyorsabb köre.
- Lotus 12. győzelme.